# Johann Rudolf Kiesling

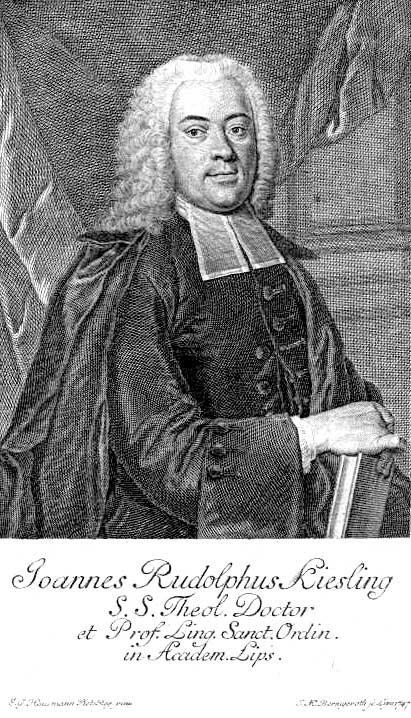
Johann Rudolf Kiesling

Johann Rudolf Kiesling, auch: Kießling; (* 21. Oktober 1706 in Erfurt; † 17. April 1778 in Erlangen) war ein deutscher lutherischer Theologe und Orientalist.

## Leben
Der Sohn des Theologen Johann Kiesling erhielt eine Vorbildung in seiner Heimatstadt. Nach dem Besuch des Gymnasiums St. Augustin in Grimma immatrikulierte er sich an der Universität Erfurt, wechselt für weitere Studien 1725 an die Universität Wittenberg, wo er am 17. Oktober 1729 den akademischen Grad eines Magisters der Philosophie erwarb. Am 16. April 1731 wechselte er zu theologischen Studien an die Universität Leipzig und wurde in Leipzig Vesperprediger an der Paulinerkirche. Darauf wurde er Verwalter der Superintendentur in Torgau, 1735 Pfarrer in Bergwitz, wechselte 1738 als vierter Diakon an die Stadtkirche Wittenberg und hielt im dortigen Hochschulbetrieb exegetische und homiletische Vorlesungen.
Er fand am 1. Oktober 1740 als Baccalaureus der Theologie Aufnahme in die theologische Fakultät der Leipziger Hochschule, wurde dort im selben Jahr zum außerordentlicher Professor der biblischen Philologie berufen, absolvierte am 26. Juli 1744 das Lizentiat der Theologie und übernahm noch im selben Jahr die ordentliche Professur der orientalischen Sprachen. Nachdem er am 7. Juli 1746 zum Doktor der Theologie promoviert wurde, wechselte er von Leipzig 1762 als dritter ordentlicher Professor der Theologie an die Universität Erlangen und übernahm, nachdem er 1765 die zweite theologische Professur übernommen hatte, das Amt eines Predigers in der Altstadt.
Kiesling hat sich umfangreich mit der Kirchengeschichte beschäftigt. Zudem hat er einige Schriften zu exegetischen Themen, zur Polemik seiner Zeit, zur Kirchengeschichte und Schriften über Antiquitäten verfasst. Als Mitredakteur hatte er sich an Veröffentlichen bei den „Neuen Beiträge von alten und neuen theologischen Sachen“ beteiligt, hatte von 1751 bis 1761 Valentin Ernst Löscher Historia Motuum fortgesetzt und war im Sommersemester 1764, 1767, 1771, sowie im Wintersemester 1774/75 Rektor der Erlangener Hochschule gewesen.

## Werke (Auswahl)
- Über die Heiligenverehrung gegen den Italiener Trombelli. 3 Bände. Leipzig 1742–46.
- Historia de usu symbolorum, potissimum Apostolici Nicaeni Consttiopolitani et Athanasii in sacris tam veterum quam recentiorum christianorum publicis. 1753.
- Über den Gegensatz der griechischen und lateinischen Kirche in der Abendmahls- und Transsubstantionslehre. 1754.
- Neu-zugerichtetes Buss-, Beicht- und Communionbuchlein, wie ein jeder ... 1760.
- Richtige Verbindung der mosaischen Alterthümer mit der Auslegung des ... 1765.
- Über die Lehre der unbefleckten Empfängnis der Jungfrau Maria. 1775.
- Das Lehrgebäude der Wiedertäufer, nach den Grundsätzen des Martin Czechowitz, eines der ältesten Bestreiter der Kindertauf und seiner Nachfolger, zur Vertheidigung der Kindertaufe. 1776.
- Historische Untersuchung der anabaptistischen Streitigkeiten nebst einer exegetisch-dogmatischen Prüfung der alten und neuen Einwürfe wider die Kindertaufe. 1779.